# I'm Gonna Sit Right Down and Cry (Over You)
"I'm Gonna Sit Right Down and Cry (Over You)" is een nummer van de Amerikaanse zanger Roy Hamilton. In 1954 werd het nummer uitgebracht als de B-kant van de single "You'll Never Walk Alone".

## Achtergrond
"I'm Gonna Sit Right Down and Cry (Over You)" is geschreven door Joe Thomas en Howard Biggs. Het wist als de B-kant van "You'll Never Walk Alone" de nummer 1-positie in de Amerikaanse r&b-lijst te halen.
"I'm Gonna Sit Right Down and Cry (Over You)" werd in 1956 gecoverd door Elvis Presley, die het dat jaar op zijn debuutalbum Elvis Presley zette. Deze opname verscheen ook op de B-kant van zijn single "I'll Never Let You Go (Little Darlin')", die geen hitlijsten behaalde. Andere artiesten die het gecoverd hebben, zijn onder meer The Merseybeats en The Swinging Blue Jeans.
The Beatles speelden "I'm Gonna Sit Right Down and Cry (Over You)" regelmatig tijdens hun concerten. Een versie die op 31 december 1962 werd opgenomen, verscheen in 1977 op het livealbum Live! at the Star-Club in Hamburg, Germany; 1962. Op 2 juli 1963 namen zij een versie op voor het BBC-radioprogramma Pop Go The Beatles, die op 16 juli werd uitgezonden. Het is een van de drie Presley-nummers die de band voor de BBC opnam, samen met "I Forgot to Remember to Forget" en "That's All Right". In 1994 werd deze versie uitgebracht op het compilatiealbum Live at the BBC.